# Фишер, Джули
Джули Д. Фишер (англ. Julie D. Fisher) — американский дипломат. Действующий посол США на Кипре (с 2023 года). Ранее являлась послом в Беларуси (2020—2022).

## Биография
Окончила Университет Северной Каролины в Чапел-Хилле в котором получила академическую степень бакалавра. В университете она изучала Россию и страны Восточной Европы. Затем получила степень магистра в школе международных отношений Вудро Вильсона при Принстонском университете.
В 2011—2013 годах при поддержке Генерального секретаря НАТО, Фишер работала в международном штабе НАТО в качестве заместителя директора частного офиса, где она освещала дела Северной Америки, Прибалтики, оперативную политику и вопросы, связанные с обороной и сдерживанием.
Она также работала заместителем помощника государственного секретаря США по делам Западной Европы и Европейского союза. Ранее она занимала пост заместителя постоянного представителя миссии США при НАТО, руководя подготовкой к брюссельскому саммиту 2018 года и переезду в новую штаб-квартиру НАТО. Она была начальником штаба заместителя госсекретаря по вопросам управления и ресурсов, поддерживающего усилия по проведению реформ, связанных с управлением знаниями, людскими ресурсами и безопасностью на американских объектах за рубежом. До этого Джули занимала должность директора оперативного центра Государственного департамента США, команды 24/7, которая обеспечивает связь для госсекретаря, руководителей департаментов и коллег по всему миру; оперативный центр также принимает оперативные группы департамента и группы реагирования на кризисы.
За свою карьеру успела поработать в посольствах Соединённых Штатов Америки в Грузии, Украине и России. Как утверждают белорусские издания, деятельность Фишер не была публичной. Она участвовала во встречах с местными властями и общественными организациями, но об этом сообщалось просто как о факте — без особых подробностей.
В феврале 2020 года стало известно, что Джули Фишер может стать послом «штатов» в Беларуси — её кандидатуру хочет выдвинуть Президент США Дональд Трамп. 15 декабря 2020 года Сенат конгресса США единогласно утвердил кандидатуру американского дипломата Джули Фишер на пост нового посла в Минске. 22 декабря Комитет по международным делам американского Сената утвердил кандидатуру Джули Фишер в качестве посла. 23 декабря 2020 года Государственный департамент США сообщил, что Джули Фишер приведена к присяге в качестве американского посла в Минске.
9 июня 2022 года Фишер объявила об уходе с должности посла США в Беларуси. 15 июня президент США Джо Байден назначил Фишер следующим послом США на Кипре.
Владеет французским, грузинским и русским языками.

## Критика, мнения
- Политолог-американист Павел Потапейко считает Фишер «очень интересной личностью», которая к тому же хорошо знакома с восточно-европейским и постсоветским регионом как в силу образования, так и в силу предыдущего дипломатического опыта. Кроме того, по словам Потапейко, новая глава дипломатического представительства в Беларуси «довольно аполитична, что хорошо для белорусской стороны»[11].
- Политолог Игорь Тышкевич считает, что США формально продемонстрируют признание Александра Лукашенко Президентом Республики Беларусь. Он считает, что теоретически заблокировать или пытаться притормозить процесс могли демократы. Тем более, что избранный президент США Джо Байден во время президентской гонки был более резок в оценке белорусской ситуации. Но этого не произошло — сенат (который сегодня разделён на две примерно равные части) проголосовал единогласно. Однако политолог не видит в этом ничего плохого, поскольку таким образом «штаты» проявляют свои интересы[12].
- Доктор политических наук Андрей Казакевич считает, что назначение Фишер послом выглядит достаточно логичным и вписывается в общее состояние американо-белорусских отношений. По его мнению существенную роль в назначении Фишер является её преимущественно административный профессиональный опыт, не связанный непосредственно с политическими вопросами, публичной деятельностью, правами человека, демократизацией. Проанализировав биография Джули Казакевич пришёл к выводу, что Фишер отвечала за менеджмент, техническую подготовку, человеческие ресурсы, коммуникацию и смежные области. Это важный позитивный момент для властей Беларуси, которым важно если не исключать, то минимизировать политическую роль американского посольства. Он считает, что опыт работы в НАТО может способствовать расширению сотрудничества с Североатлантическим альянсом, интерес к чему Беларусь показывала последние годы. Если Фишер будет назначена послом, то это может стать значительным импульсом в развитии формата, который сложился в двухсторонних отношениях после 2014 года — углубление экономического и научно-технического сотрудничества, расширение сотрудничества в области безопасности и укреплении суверенитета, расширение спектра программ и проектов, доступных для граждан, бизнеса и государственных организаций, развитие контактов на высшем уровне. Подытожив Казакевич заявил, что назначение Джулии послом выглядит довольно логичным[13].
- Политических эксперт Алексей Дзермант считает, что назначение посла является позитивной новостью, но с приходом администрации Байдена пока непонятно, чего ожидать в дальнейшем. Скорее всего, это будет курс на идеологию и продвижение их ценностей, и посольство в этом будет задействовано[14].
- Ведущий аналитик Агентства политических и экономических коммуникаций России Михаил Нейжмаков считает Фишер — опытным человеком. Резюмируя аналитик не смог дать точный ответ на вопрос что может означать назначение посла для белорусских властей. Он заявил, что многое будет зависеть от конъюнктуры, на которую будет ориентироваться Байден[15]. Он также предположил, что в задачи Фишер будет входить мониторинг политического пространства, особенно отношений с Россией, которые переживают непростой период. В случае если Беларуси и России не удастся договориться по каким-то вопросам, посол будет предлагать Минску альтернативные, выгодные США, варианты[16].
- Политолог Дмитрий Болкунец заявил, если посол вручит верительную грамоту Лукашенко, то его де-факто признают. Но может быть и такая история, что посол прибудет, а грамоту вручать не будет. Белорусские власти же будут делать все возможное, чтобы дождаться получения верительной грамоты от американского посла[17].
- После назначения послом заместитель главы пресс-службы Госдепартамента Кейл Браун написал следующее:

Она привносит богатство знаний и опыт в работу. Рады тому, что она будет представлять жизненно важные интересы США за рубежом— написал Кейл Браун в твиттере